# 绥中乡
绥中乡，是中华人民共和国黑龙江省绥化市绥棱县下辖的一个乡镇级行政单位。

## 行政区划
绥中乡下辖以下地区：
海林村、东林村、宋家村、绥中村、北解村和五庄村。